# Велен-суз-Аманс
Веле́н-суз-Ама́нс (фр. Velaine-sous-Amance) — коммуна во французском департаменте Мёрт и Мозель, региона Лотарингия. Относится к  кантону Сешам.

## География
Велен-суз-Аманс расположен в 11 км к востоку от Нанси. Соседние коммуны: Ланёвлотт на северо-западе, Сешам и Пюльнуа на западе, Сервиль на юге.

## Демография
Население коммуны на 2010 год составляло 278 человек.
| 1962 | 1968 | 1975 | 1982 | 1990 | 1999 | 2010 |
| ---- | ---- | ---- | ---- | ---- | ---- | ---- |
| 196  | 213  | 247  | 251  | 260  | 273  | 278  |